# Mallinella kelvini
Mallinella kelvini là một loài nhện trong họ Zodariidae.
Loài này thuộc chi Mallinella. Mallinella kelvini được Robert Bosmans & Hillyard miêu tả năm 1990.